# Kongeantilope
Kongeantilopen (Neotragus pygmaeus) er en vestafrikansk antilope, der anses for at være verdens mindste. Den har en skulderhøjde på 25 cm og en vægt på 2½-3 kg. Et karakteristisk træk er de lange slanke ben, hvor bagbenene er dobbelt så lange som forbenene. Kun hanner har horn. De er korte, glatte og spidse og måler op til 3 cm i længden. Den bløde pels er rødlig til gyldenbrun med en hvid underside.
Den lever i skove eller skovkanter med tæt underskov, hvor den søger føde om natten.